# Euroliga 2019-20
La temporada 2019-20 de la Turkish Airlines EuroLeague (la máxima competición de clubes de baloncesto de Europa) fue la 20.ª edición de la Euroliga de baloncesto, organizada por la Euroleague Basketball y la novena bajo el patrocinio comercial de Turkish Airlines. Incluyendo la competición previa de la Copa de Europa de la FIBA, fue la 63.ª edición de la máxima competición del baloncesto masculino de clubes europeos. 
La temporada empezó el 3 de octubre de 2019 y estaba planeado que acabase el 24 de mayo de 2020.
Esa temporada, la competición pasa de dieciséis a dieciocho equipos con FC Bayern Múnich y ASVEL Villeurbanne recibiendo wild cards para esta y la temporada siguiente.
Debido a la pandemia de COVID-19, la temporada fue suspendida el 12 de marzo de 2020. El 24 de mayo del mismo año, se anunció que la temporada había sido cancelada, sin ganador, y está planeado que los mismos equipos participen en la temporada 2020-21.

## Equipos
La EuroLeague se expande a dieciocho equipos, tanto FC Bayern Munich como ASVEL Villeurbanne han obtenido licencias de largo plazo para las temporadas 2019-20 y 2020-21.
Un total de dieciocho equipos participaran esta temporada. Las etiquetas en los paréntesis muestran cómo cada equipo se ha clasificado. Trece equipos ya estaban clasificados como clubes con una licencia, mientras que cinco están como clubes asociados, basado en sus méritos.
- LLP: Clasificado como club autorizado con una licencia de plazo largo
- 1º, 2º, etc.: Clasificado a través de su liga doméstica según su posición final tras Playoffs.
- EC: Clasificado como campeón de la EuroCup.
- WC: tarjeta de invitación

NOTA:  Olympiacos no jugará en una liga doméstica debido a penas, pero quedará en el Euroleague.
| Liga regular                            | Liga regular                   | Liga regular                    | Liga regular                           | Liga regular |
| --------------------------------------- | ------------------------------ | ------------------------------- | -------------------------------------- | ------------ |
| Kirolbet Baskonia Vitoria Gasteiz (LLP) | Anadolu Efes Istanbul (LLP)    | Panathinaikos OPAP Athens (LLP) | AX Armani Exchange Olimpia Milan (LLP) |              |
| FC Barcelona Lassa (LLP)                | Fenerbahçe Beko Istanbul (LLP) | Olympiakos Piraeus (LLP)        | Žalgiris Kaunas (LLP)                  |              |
| Real Madrid (LLP)                       | Khimki Moscow Region (2º)      | FC Bayern Munich (LLP)          | Maccabi FOX Tel Aviv (LLP)             |              |
| Valencia Basket (EC)                    | CSKA Moscow CV (LLP)           | ALBA Berlin (2º)                | Crvena Zvezda mts Belgrado (1º)        |              |
| ASVEL Villeurbanne (LLP)                | Zenit St Petersburg (WC)       |                                 |                                        |              |

### Sedes
| Equipo                            | Ciudad          | Pabellón                     | Capacidad |
| --------------------------------- | --------------- | ---------------------------- | --------- |
| ALBA Berlin                       | Berlín          | Mercedes-Benz Arena          | 14 500    |
| Anadolu Efes Istanbul             | Estambul        | Sinan Erdem Dome             | 16 000    |
| ASVEL Villeurbanne                | Villeurbanne    | Astroballe                   | 5556      |
| AX Armani Exchange Olimpia Milan  | Milán           | Mediolanum Forum             | 12 700    |
| FC Barcelona Lassa                | Barcelona       | Palau Blaugrana              | 7585      |
| FC Bayern Munich                  | Múnich          | Audi Dome                    | 6700      |
| Crvena Zvezda mts Belgrado        | Belgrado        | Štark Arena                  | 18 368    |
| CSKA Moscow                       | Moscú           | Megasport Arena              | 13 344    |
| Fenerbahçe Beko Istanbul          | Estambul        | Ülker Sports Arena           | 13 059    |
| Khimki Moscow Region              | Khimki          | Mytishchi Arena              | 7280      |
| Kirolbet Baskonia Vitoria Gasteiz | Vitoria         | Fernando Buesa Arena         | 15 504    |
| Maccabi FOX Tel Aviv              | Tel Aviv        | Menora Mivtachim Arena       | 10 383    |
| Olympiakos Piraeus                | Piraeus         | Peace and Friendship Stadium | 11 640    |
| Panathinaikos OPAP Athens         | Atenas          | Olympic Sports Center Athens | 18 989    |
| Real Madrid                       | Madrid          | WiZink Center                | 15 000    |
| Valencia Basket                   | Valencia        | Fuente de San Luis           | 9000      |
| Žalgiris Kaunas                   | Kaunas          | Žalgirio Arena               | 15 552    |
| Zenit St Petersburg               | San Petersburgo | Yubileyny Sports Palace      | 7044      |

### Arbitraje
Los árbitros de cada partido fueron designados por una comisión creada para tal objetivo e integrada por representantes de la ULEB, se muestra entre paréntesis su antigüedad en la categoría en caso de conocerse. En la temporada 2019/20, los 71 colegiados de la categoría serán los siguientes, con cuatro nuevas incorporaciones (Sébastien Clivaz, Denis Hadžić, Artem Lavrukhin y Vasiliki Tsaroucha):
- Aare Halliko
- Amit Balak
- Anne Panther (4)
- Artem Lavrukhin (1)
- Artūras Šukys
- Benjamín Jiménez
- Borys Ryzhyk (23)
- Carlos Cortés Rey (7)
- Carlos Peruga
- Carmelo Paternicò (17)
- Christos Christodoulou (20)
- Clemens Fritz
- Damir Javor (12)
- Daniel Hierrezuelo (19)
- Denis Hadžić (1)
- Eduard Udyanskyy
- Elias Koromilas (13)
- Emilio Pérez Pizarro
- Emin Moğulkoç
- Erşan Kartal
- Fernando Rocha (25)
- Gytis Vilius
- Hugues Thépénier
- Igor Dragojević
- Ilija Belošević (23)
- Ingus Baumanis
- Ioannis Foufis
- Jakub Zamojski (20)
- Jordi Aliaga (2)
- Joseph Bissang
- Josip Radojković
- Juan Carlos García González
- Jurgis Laurinavičius
- Luigi Lamonica (24)
- Marcin Kowalski
- Mario Majkić
- Marko Juras
- Matej Boltauzer (16)
- Mehdi Difallah (3)
- Michele Rossi
- Miguel Ángel Pérez Pérez
- Milan Nedović
- Milija Vojinović
- Milivoje Jovčić (25)
- Miloš Koljenšić
- Moritz Reiter
- Mykola Ambrosov
- Nick Van den Broeck
- Oļegs Latiševs (13)
- Petri Mäntylä (19)
- Petros Papapetrou
- Piotr Pastusiak (7)
- Rain Peerandi
- Renaud Geller
- Robert Lottermoser (16)
- Robert Vyklický
- Saša Pukl (19)
- Sašo Petek
- Saulius Racys
- Sébastien Clivaz (1)
- Seffi Shemmesh
- Semen Ovinov
- Sérgio Silva
- Sinan Isguder
- Spiros Gkontas (19)
- Sreten Radović (13)
- Tomasz Trawicki
- Tomislav Hordov (6)
- Uroš Nikolić
- Uroš Obrknežević
- Vasiliki Tsaroucha (1)

## Liga regular

### Clasificación
Todos los participantes debían enfrentarse entre sí en una liga a ida y vuelta que constaba de 34 jornadas. Sin embargo, debido a la pandemia de COVID-19, la competición fue suspendida tras la jornada 28 y, finalmente, cancelada.
Esta era la clasificación de la fase regular en el momento de su suspensión y posterior cancelación, tras disputarse la jornada 28.
| Pos. | Equipo                            | PJ | G  | P  | PF   | PC   | DP   | Clasificación          |
| ---- | --------------------------------- | -- | -- | -- | ---- | ---- | ---- | ---------------------- |
| 1    | Anadolu Efes Istanbul (A)         | 28 | 24 | 4  | 2432 | 2166 | +266 | Avanzan a los Playoffs |
| 2    | Real Madrid (A)                   | 28 | 22 | 6  | 2371 | 2165 | +206 | Avanzan a los Playoffs |
| 3    | FC Barcelona Lassa (A)            | 28 | 22 | 6  | 2357 | 2193 | +164 | Avanzan a los Playoffs |
| 4    | CSKA Moscow (A)                   | 28 | 19 | 9  | 2305 | 2125 | +180 | Avanzan a los Playoffs |
| 5    | Maccabi FOX Tel Aviv (A)          | 28 | 19 | 9  | 2291 | 2164 | +127 | Avanzan a los Playoffs |
| 6    | Panathinaikos OPAP Athens         | 28 | 14 | 14 | 2392 | 2394 | −2   | Avanzan a los Playoffs |
| 7    | Khimki Moscow Region              | 28 | 13 | 15 | 2393 | 2380 | +13  | Avanzan a los Playoffs |
| 8    | Fenerbahçe Istanbul               | 28 | 13 | 15 | 2153 | 2188 | −35  | Avanzan a los Playoffs |
| 9    | Žalgiris Kaunas                   | 28 | 12 | 16 | 2213 | 2142 | +71  |                        |
| 10   | Valencia                          | 28 | 12 | 16 | 2252 | 2273 | −21  |                        |
| 11   | Olympiakos Piraeus                | 28 | 12 | 16 | 2243 | 2282 | −39  |                        |
| 12   | AX Armani Exchange Olimpia Milan  | 28 | 12 | 16 | 2163 | 2236 | −73  |                        |
| 13   | Kirolbet Baskonia Vitoria Gasteiz | 28 | 12 | 16 | 2059 | 2155 | −96  |                        |
| 14   | Crvena Zvezda mts Belgrado        | 28 | 11 | 17 | 2079 | 2108 | −29  |                        |
| 15   | ASVEL Villeurbanne                | 28 | 10 | 18 | 2073 | 2284 | −211 |                        |
| 16   | ALBA Berlín                       | 28 | 9  | 19 | 2304 | 2423 | −119 |                        |
| 17   | FC Bayern Múnich                  | 28 | 8  | 20 | 2064 | 2281 | −217 |                        |
| 18   | Zenit St Petersburg               | 28 | 8  | 20 | 2055 | 2240 | −185 |                        |

 Fuente: EuroLeague
Criterios de clasificación: Todos los puntos anotados en las prórrogas no se cuentan en las clasificación, tampoco para las situaciones de desempate.

### Resultados
| Local \ Visitante                 | EFS    | BER     | ASV    | AXM   | FCB    | BAY    | CZV    | CSK   | FNB   | KHI    | KBA    | MTA    | OLY   | PAO     | RMB    | VBC    | ZAL   | ZEN   |
| --------------------------------- | ------ | ------- | ------ | ----- | ------ | ------ | ------ | ----- | ----- | ------ | ------ | ------ | ----- | ------- | ------ | ------ | ----- | ----- |
| Anadolu Efes Istanbul             | —      | 106–105 | 101–74 | 88–68 | 64–74  | 104–75 | 85–70  | 80–81 |       | 101–82 |        | 99–79  | 91–79 |         | 76–60  |        | 96–91 | 90–88 |
| ALBA Berlin                       | 86–99  | —       |        | 78–81 | 80–84  | 76–77  | 93–80  | 66–82 | 70–74 |        | 81–57  | 89–95  | 80–99 |         | 97–103 |        | 69–62 | 85–65 |
| ASVEL Villeurbanne                | 84–90  | 93–81   | —      | 89–82 |        | 75–65  | 80–83  | 67–66 | 72–88 | 92–88  | 66–63  |        | 82–63 | 79–78   | 77–87  | 72–65  | 74–79 |       |
| AX Armani Exchange Olimpia Milan  | 76–81  | 96–102  |        | —     | 83–70  | 79–78  | 67–77  |       | 87–74 | 69–78  | 81–74  | 92–88  |       | 96–87   | 73–78  | 78–71  | 85–81 | 73–72 |
| FC Barcelona Lassa                | 82–86  | 103–84  | 80–67  | 84–80 | —      | 83–80  | 86–82  | 67–96 | 89–63 |        |        | 96–73  | 90–80 | 98–86   |        | 83–77  |       | 90–72 |
| FC Bayern Munich                  | 63–88  |         | 104–63 | 78–64 | 67–77  | —      |        | 77–84 |       | 74–87  | 71–80  | 80–68  | 85–82 | 75–87   | 95–86  | 59–66  | 73–98 | 77–69 |
| Crvena Zvezda mts Belgrado        | 78–85  | 85–94   | 72–74  |       | 65–73  | 93–63  | —      | 81–86 | 68–56 | 90–78  | 64–72  | 92–78  | 88–81 | 78–73   | 60–75  | 76–73  | 70–76 |       |
| CSKA Moscow                       | 80–82  |         |        | 78–75 | 80–82  | 79–68  | 100–74 | —     | 88–70 | 99–86  | 94–90  |        | 79–84 | 102–106 | 60–55  | 81–70  | 85–82 | 86–78 |
| Fenerbahçe Istanbul               | 73–81  | 107–102 | 86–64  | 73–64 | 74–80  | 90–82  | 66–63  |       | —     | 89–76  | 87–80  | 77–78  |       |         | 65–94  | 98–100 | 76–79 | 81–84 |
| Khimki Moscow Region              |        | 104–87  |        | 87–79 | 94–102 |        | 78–72  | 69–78 | 82–68 | —      | 79–76  | 89–83  |       | 103–86  | 102–94 | 75–84  | 83–74 | 81–83 |
| Kirolbet Baskonia Vitoria Gasteiz | 77–102 | 73–72   | 79–65  |       | 76–74  | 93–60  | 71–56  | 80–70 | 65–79 | 83–79  | —      | 83–113 | 82–66 |         | 55–77  |        | 60–74 | 70–60 |
| Maccabi FOX Tel Aviv              | 77–75  | 104–78  | 93–62  | 69–63 | 92–85  | 77–55  | 84–69  | 90–80 | 67–55 | 80–77  |        | —      | 71–70 | 88–79   | 77–81  | 76–63  |       |       |
| Olympiakos Piraeus                | 67–86  | 86–93   | 77–68  | 91–70 |        | 89–72  |        | 72–59 | 87–96 | 109–98 | 80–70  | 65–90  | —     | 81–78   |        | 89–63  | 83–74 | 68–77 |
| Panathinaikos OPAP Athens         | 86–70  | 105–106 | 100–88 | 78–79 | 81–92  | 98–83  | 87–82  | 66–97 | 81–78 |        | 100–68 |        | 99–93 | —       | 75–87  | 91–80  | 96–94 | 96–81 |
| Real Madrid                       | 75–80  | 85–71   | 87–78  | 76–67 | 86–76  |        |        | 97–81 | 81–77 | 104–76 | 70–69  | 86–85  | 93–77 | 96–78   | —      | 111–99 | 88–82 |       |
| Valencia                          | 78–83  | 91–77   | 81–72  | 81–83 | 76–77  | 82–56  |        | 71–96 |       | 89–84  | 105–77 | 82–85  | 91–93 | 94–87   |        | —      |       | 94–90 |
| Žalgiris Kaunas                   | 68–74  | 104–80  | 70–56  |       | 86–93  |        | 59–61  |       |       | 96–85  | 58–70  | 73–68  | 94–69 | 85–86   | 86–73  | 82–86  | —     | 70–82 |
| Zenit St Petersburg               |        | 81–83   | 75–70  |       | 63–87  | 68–77  | 58–65  | 70–87 | 68–73 | 73–87  | 72–66  | 71–82  | 91–87 | 79–89   | 71–86  | 81–86  | 76–75 | —     |

## Galardones
Se listan los galardones oficiales de la Euroliga 2019–20.

### Jugador de la jornada
Liga regular
| Jornada | Jugador               | Equipo                | Val. | Ref.   |
| ------- | --------------------- | --------------------- | ---- | ------ |
| 1       | Mike James            | CSKA Moscow           | 28   | [ 19 ] |
| 2       | Vasilije Micić        | Anadolu Efes          | 32   | [ 20 ] |
| 3       | Nando de Colo         | Fenerbahçe            | 44   | [ 21 ] |
| 4       | Tornike Shengelia     | Kirolbet Baskonia     | 25   | [ 22 ] |
| 5       | Vasilije Micić (2)    | Anadolu Efes (2)      | 29   | [ 23 ] |
| 6       | Tornike Shengelia (2) | Kirolbet Baskonia (2) | 28   | [ 24 ] |
| 7       | Cory Higgins          | Barcelona             | 33   | [ 25 ] |
| 8       | Mike James (2)        | CSKA Moscow (2)       | 38   | [ 26 ] |
| 9       | Nick Calathes         | Panathinaikos         | 32   | [ 27 ] |
| 9       | Luke Sikma            | Alba Berlin           | 32   | [ 27 ] |
| 10      | Nikola Mirotić        | Barcelona (2)         | 35   | [ 28 ] |
| 11      | Shane Larkin          | Anadolu Efes (3)      | 53   | [ 29 ] |
| 12      | Kostas Sloukas        | Fenerbahçe (2)        | 39   | [ 30 ] |
| 13      | Devin Booker          | Khimki                | 36   | [ 31 ] |
| 14      | Mike James (3)        | CSKA Moscow (3)       | 32   | [ 32 ] |
| 15      | Mike James (4)        | CSKA Moscow (4)       | 36   | [ 33 ] |
| 16      | Bojan Dubljević       | Valencia Basket       | 42   | [ 34 ] |
| 17      | Nick Calathes (2)     | Panathinaikos OPAP    | 40   | [ 35 ] |
| 18      | Shane Larkin (2)      | Anadolu Efes          | 35   | [ 36 ] |
| 19      | Shane Larkin (3)      | Anadolu Efes          | 30   | [ 37 ] |
| 20      | Shane Larkin (4)      | Anadolu Efes          | 45   | [ 38 ] |
| 21      | Shane Larkin (5)      | Anadolu Efes          | 36   | [ 39 ] |
| 22      | Bojan Dubljević (2)   | Valencia Basket       | 26   | [ 40 ] |
| 23      | Nikola Mirotić (2)    | Barcelona             | 32   | [ 41 ] |
| 24      | Malcolm Delaney       | Barcelona             | 37   | [ 42 ] |
| 25      | Martin Hermannsson    | ALBA Berlin           | 27   | [ 43 ] |
| 26      | Alexey Shved          | Khimki                | 37   | [ 44 ] |
| 27      | Edy Tavares           | Real Madrid           | 29   | [ 45 ] |
| 28      | Shane Larkin (6)      | Anadolu Efes          | 44   | [ 46 ] |

### Jugador del mes
| Mes       | Jornadas | Jugador            | Equipo                   | Ref.   |
| 2019      | 2019     | 2019               | 2019                     | 2019   |
| --------- | -------- | ------------------ | ------------------------ | ------ |
| Octubre   | 1–6      | Sergio Rodríguez   | AX Armani Exchange Milan | [ 47 ] |
| Noviembre | 7–11     | Shane Larkin       | Anadolu Efes             | [ 48 ] |
| Diciembre | 12–16    | Nikola Mirotić     | Barcelona                | [ 49 ] |
| 2020      |          |                    |                          |        |
| Enero     | 17–22    | Shane Larkin (2)   | Anadolu Efes             | [ 50 ] |
| Febrero   | 23–26    | Nikola Mirotić (2) | Barcelona                | [ 51 ] |